# Parafia św. Henryka we Wrocławiu
Parafia św. Henryka we Wrocławiu znajduje się w dekanacie Wrocław południe w archidiecezji wrocławskiej.
Erygowana w 1893. Mieści się przy ulicy Glinianej.

## Zasięg parafii
Parafia obejmuje ulice:	Borowska (nr. 28-52, 74), Ciepła, Dawida, Dyrekcyjna 43, Gajowa (nr. 1, 3, 25, 31, 8-44), Gliniana (nr. 16-38, 23-69), Hubska (nr. 4, 27), Joannitów, Kamienna (nr. 96-104, 75), Komandorska (nr. 30-98), Łódzka, Pabianicka, Przestrzenna (nr. 2-28, 1-29), Pułtuska (nr. 20-50), Sanocka, Sieradzka, Skwerowa, Studzienna, Sucha, Swobodna (nr. 2-16), Ślężna, Tomaszowska (nr. 1-29), Weigla, Wesoła (nr. 2-50, 1-39), Wielka (nr. 18-34).